# Ercole contro i figli del sole
Ercole contro i figli del sole è un film del 1964 diretto da Osvaldo Civirani.

## Trama

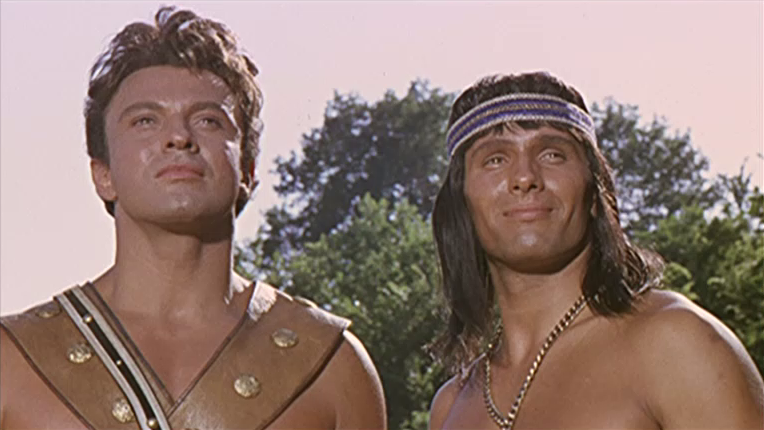
Mark Forest e Giuliano Gemma

Sulla spiaggia di una terra sconosciuta Ercole sta combattendo contro un nutrito gruppo di guerrieri caratterizzati da una lunga chioma. La battaglia sembra volgere al peggio per Ercole che pare destinato ad essere sconfitto, ma all'improvviso nuovi guerrieri sopraggiunti sul posto lo aiutano e salvano il muscoloso eroe. Ercole si informa e scopre che i guerrieri che lo hanno soccorso e quelli con cui combatteva appartengono allo stesso popolo, infatti sono gli Inca, i Figli del Sole, divisi da una profonda rivalità scaturita dall'usurpazione del trono da parte di Athahualpa al legittimo erede Maytha. Inoltre Athahualpa intende sacrificare la propria figlia Yamara al Dio Sole. Ercole si mette a capo dei soldati e, aiutato dal principe Maytha, libera la fanciulla con cui instaura una relazione sentimentale. Ercole e i suoi guerrieri sono in inferiorità numerica ma l'eroe ha l'intuizione di superare questo ostacolo con la costruzione di macchine da guerra conosciute durante i suoi viaggi in terra greca. Con l'aiuto di queste macchine Ercole espugna la città fortificata in cui vive Athahualpa, che viene ucciso in duello da Maytha. Ercole uccide in duello il capitano delle guardie nemiche, e al termine della battaglia può coronare il suo sogno d'amore con Yamara.